# Fontana dei Libri
La Fontana dei Libri è una fontana sita in via degli Staderari a ridosso del Palazzo della Sapienza, sede dell'Archivio di Stato di Roma, nel rione Sant'Eustachio di Roma.  

## Storia
La fontana è l'ultima ad essere realizzata delle dieci fontane rionali costruite da Pietro Lombardi su incarico dell'Ufficio delle Antichità e Belle Arti. Con una deliberazione del Governatorato di Roma, nel 1925 l'architetto riceve l'incarico di costruire «dieci fontanine artistiche nei vari Rioni della Città, in sostituzione delle antiestetiche fontanelle in ghisa». Le prime nove fontane rionali sono inaugurate nel 1927,  mentre la Fontana dei Libri è in funzione del 1931. 
La fontana è stata restaurata nel 1998 per iniziativa di Lavinia Oddi Baglioni, e sottoposta ad altri interventi di manutenzione tra il 1999 e il 2001. Un altro restauro è stato realizzato nel 2018 nell'ambito dei progetti finanziati dall'associazione olandese Wij Zijn Romeinen. In seguito ai danni causati dai tifosi olandesi alla Fontana della Barcaccia nel 2015, l'associazione ha avviato attività di crowdfunding per finanziare interventi a favore del patrimonio della città di Roma. 

## Descrizione

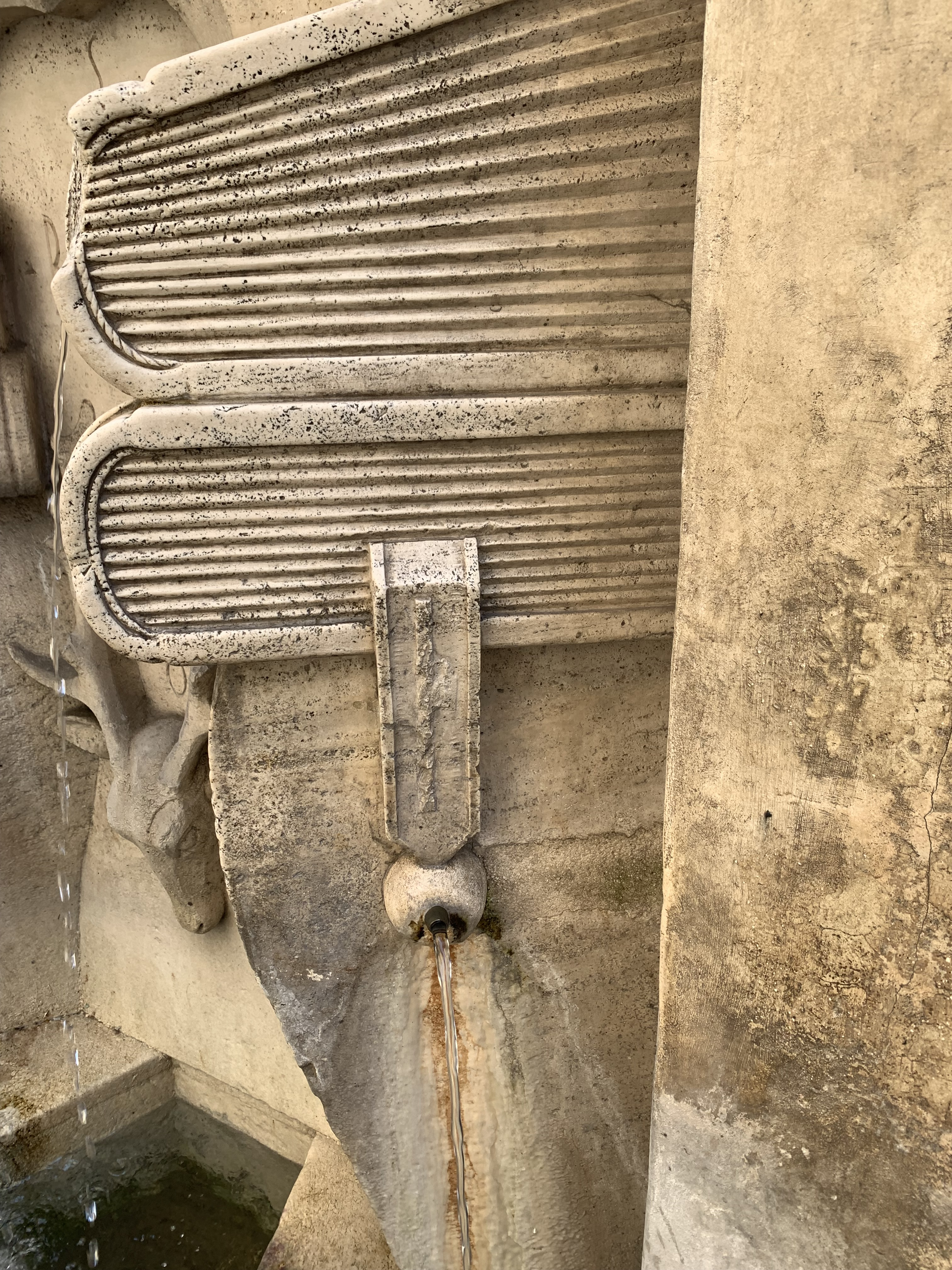
Dettaglio dei segnalibri

Realizzata in travertino, la fontana reca al centro una testa di cervo sormontata da una croce (composta dal nome e dal numero del rione), simbolo di sant'Eustachio e dell'omonimo rione. Le cinque sfere presenti nella parte alta rimandano al simbolo della famiglia Medici, proprietaria del vicino Palazzo Madama. Le due coppie di libri rimandano all'università La Sapienza, all'epoca della costruzione della fontana ancora ospitata nella sede storica di Palazzo della Sapienza. I segnalibri erano decorati con dei fasci, oggi appena visibili a seguito di interventi di rimozione dopo la caduta del Fascismo. L'acqua fuoriesce da aperture poste nei libri e nei segnalibri. Nell'iscrizione al centro il rione Sant'Eustachio è erroneamente indicato come IV rione invece che VIII.